# Поу Дамерън
Поу Дамерън е герой от поредицата „Междузвездни войни“, който появява в седмия филм. Той е пилот и управител на Съпротивата. Използва T-70 X-крил изтребител в сраженията срещу Първия ред. Ролята му е играна от Оскар Айзък. На 11 декември 2014 г. името на героя е изписано върху карти за игра.